# Obrenovići
Obrenovići (srbsko Обрeновићи, Obrenovići) so bili srbska dinastija, ki je v vladala v Srbiji od leta  1815 do 1842 in ponovno od leta 1858 do 1903.  Na oblast so prišli med prvo srbsko vstajo (1815-1817) proti Osmanskemu cesarstvu, ki jo je vodil Miloš Obrenović. Srbija je po vstaji leta 1817 postala Kneževina Srbija. Obrenovići so bili tradicionalni zavezniki Avstro-Ogrske in nasprotniki dinastije  Karađorđević, ki jo je podpirala Rusija.
Vladavina dinastije Obrenović se je končala v vojaškem državnem udaru, ki ga je organizirala Črna roka. Vojska je napadla kraljevo palačo in umorila kralja Aleksandra I., ki ni imel naslednika. Narodna skupščina Srbije je na izpraznjeni  prestol povabila  Petra Karađorđevića.  Po razpadu Jugoslavije leta 1991 se je nekaj potomcev Jakoba Obrenovića, polbrata Miloša Obrenovića, razglasilo za naslednike vladarske hiše Obrenović in izvolilo svojega kandidata za kralja Srbije. 
Za razliko od drugih balkanskih držav, kot so Grčija, Bolgarija in Romunija, Srbija prestola ni ponudila  članu kakšne obstoječe evropske, večinoma nemške, kraljeve družine.  Obrenovići so bili, tako kot njihovi rivali Karađorđevići, avtohtona srbska družina.

## Vladarji
| Slika | NazivIme                          | Vladanje                                                                                             | Komentar                                                                              |
| ----- | --------------------------------- | --- | ------------------------------------------------------------------------------------- |
|       | Knez Srbije Miloš I               | Prvo vladanje 6. november 1817 – 25 junij 1839 Drugo vladanje 23. december 1858 – 26. september 1860 | Vodja druge srbske vstaje. Odstopil. Umrl zaradi starosti.                            |
|       | Knez Srbije Milan II.             | 25. junij 1839 – 8. julij 1839                                                                       | Vladal samo 26 dni.                                                                   |
|       | Knez Srbije Mihajlo III.          | Prvo vladanje 8. julij 1839 – 14. september 1842 Drugo vladanje 26. september 1860 – 10. junij 1868  | Odstavljen. Umorjen v Košutnjaku.                                                     |
|       | Knez Srbije Kralj Srbije Milan I. | 10. junij 1868 – 6. marec 1889                                                                       | Razglašen za kralja Srbije 6. marca 1882. Odstopil.                                   |
|       | Kralj Srbije Aleksander I.        | 6. marec 1889 – 11. junij 1903                                                                       | Umorjen v državnem udaru skupaj s soprogo, kraljico Drago. Konec dinastije Obrenović. |

V nasprotju z večino evropskih dinastij, v katerih se številčenje vladarjev uporablja za razlikovanje različnih vladarjev z enakim imenom, se je številčenje Obrenovićev zgodilo kasneje. Tako nikoli ni bilo Milana I., Milana III., Mihajla I. ali Mihajla II., ker sta bila  Milan II. in Mihajlo III. preprosto drugi in tretji vladajoči Obrenović. Ta praksa je bila prekinjena, ko je knez Milan Obrenović IV. leta 1882  samega sebe razglasil za kralja in Kneževino Srbijo razglasil za Kraljevino Srbijo.

## Drugi družinski člani
- Jevrem Obrenović, mlajši brat  Miloša Obrenovića
- Jovan Obrenović, mlajši brat  Miloša Obrenovića
- Jakov Obrenović, starejši polbrat  Miloša Obrenovića
- Milan Obrenović, starejši polbrat  Miloša Obrenovića
- Marija Obrenović, mati Milana Obrenovića IV.
- Natalija Obrenović, žena Milana Obrenovića IV.
- Draga Obrenović, žena Aleksandra I. in bivša dvorna dama njegove matere
- princesa Anka Obrenović, hčerka  Jevrema Teodorovića Obrenovića
- Jurij  Obrenović, nezakonski sin kralja Milana[5]